# Jabulani Linje
Jabulani Linje (sinh ngày 7 tháng 11 năm 1994) là một cầu thủ bóng đá người Malawi.

## Đội tuyển bóng đá quốc gia Malawi
Jabulani Linje thi đấu cho đội tuyển bóng đá quốc gia Malawi từ năm 2017 đến 2018.

## Thống kê sự nghiệp
| Đội tuyển bóng đá Malawi | Đội tuyển bóng đá Malawi | Đội tuyển bóng đá Malawi |
| Năm                      | Trận                     | Bàn                      |
| ------------------------ | ------------------------ | ------------------------ |
| 2017                     | 4                        | 0                        |
| 2018                     | 2                        | 0                        |
| Tổng cộng                | 6                        | 0                        |